# Afrokaraibowie

Afrokaraibowie – mieszkańcy Indii Zachodnich pochodzenia afrykańskiego.

## Pochodzenie
W XVI wieku na terenie Indii Zachodnich zaczęły powstawać kolonie zakładane przez Anglików, Francuzów, Holendrów, Hiszpanów i Portugalczyków. Sprowadzali oni do swoich kolonii ludzi pojmanych w zachodniej Afryce. Afrokaraibowie są potomkami tych niewolników. 
Po II wojnie światowej wielu Afrokaraibów wyemigrowało do Europy i Ameryki Północnej.